# سپهر آزادی
سپهر آزادی (با نام اصلی سپهر آزادی بروجنی) (متولد ۲۸ مرداد ۱۳۶۹ تهران) بازیگر ایرانی است. وی نخستین کار سینمایی را در فیلم «درخت گلابی» به کارگردانی داریوش مهرجویی تجربه کرد.

## زندگی
سپهر در خانواده‌ای هنری بزرگ شده‌است، مادر او فریال بهزاد از کارگردان‌های مطرح سینمایی، پدرش غلامرضا آزادی تهیه‌کننده سینما و مدیر فیلمبرداری و برادرش پیام آزادی نیز فیلمبردار است. او تا سن ۱۵ سالگی در بازیگری فعالیت داشت، اما بعد از آن تصمیم گرفت تا هنر و سینما را از طریق حرفه‌ای‌تر دنبال کند. به همین دلیل در همان سن و سال به فرانسه مهاجرت کرد و در آنجا در رشته فیلمبرداری تحصیلات آکادمیک را گذراند.
او از سال ۱۳۹۰ در فرانسه اقدام به کار در پشت صحنه فیلم‌های کوتاه به عنوان متخصص برق، دستیار فیلمبردار و فیلمبردار نموده‌است.

## پیشینه بازیگری

### سینما
- پل سیزدهم ۱۳۸۳
- سلام ۱۳۸۲
- راز پرواز ۱۳۸۱
- تنبل قهرمان ۱۳۸۰
- عزیزم من کوک نیستم ۱۳۸۰
- یکی بود یکی نبود ۱۳۷۹
- درخت گلابی ۱۳۷۶

### تلویزیون
- آتش دل ۱۳۷۹
- مجید دلبندم ۱۳۷۷
- سیب خنده ۱۳۷۶
- دنیای شیرین ۱۳۷۶